# 2592 Hunan
2592 Hunan eller 1966 BW är en asteroid i huvudbältet som upptäcktes den 30 januari 1966 av Purple Mountain-observatoriet i Nanjing, Kina. Den är uppkallad efter den kinesiska provinsen Hunan.
Asteroiden har en diameter på ungefär 18 kilometer och den tillhör asteroidgruppen Themis.